# Umrao Jaan (film 1981)
Umrao Jaan (urdu: امراؤ جان, hindi: उमराव जान) – bollywoodzki dramat miłosny z 1981. Ekranizacja powieści Umrao Jaan Ada (1905), w której  Mirza Hadi Ruswa opisał życie sławnej kurtyzany z Lucknow. W tytułowej roli - Rekha. Film pokazuje historię 12-letniej dziewczynki uprowadzonej i sprzedanej do domu publicznego. Wyszkolona w tańcu i śpiewie kurtyzana zabawiając gości kolejno staje się przedmiotem miłości trzech mężczyzn.
Temat ten sfilmowano też w 2006 roku z Aishwarya Rai w tytułowej roli - Umrao Jaan.

## Fabuła
Fajzabad. 12-letnia Amiran (Seema Sathyu) tuż po swoich zaręczynach prosi wyjeżdżającego w podróż ojca o przywiezienie jej lalki. Wróciwszy ojciec nie może już obdarować swojej córki. Amiran  porwano. W Lucknow sprzedana dziewczynka otrzymuje od prowadzącej dom publiczny Khudam (Shaukat Kaifi- Azmi) wraz z nowym imieniem nową tożsamość. Oddaną pod opiekę Husseini (Dina Pathak) Umrao jest szkolona przez mistrzów.  W tańcu kathak, w śpiewie gazeli i znajomości poezji w urdu. Po to, aby być tawaif – tą, która śpiewem, tańcem, poezją, a w końcu własnym ciałem zaspokaja głód piękna mężczyzn. Płacących tu za sycenie swoich zmysłów. Jej taniec i śpiew do własnych słów: tysiące odurzyły te oczy robi duże wrażenie na nababie Sultanie (Farooq Shaikh). Niestety ich miłości zagraża sprzedajna atmosfera domu, w którym żyje Umrao. I plany ożenienia  Sultana.

## Obsada
- Rekha - Umrao / Amiran
- Farooq Shaikh - nabab Sultan
- Naseeruddin Shah - Gohar Mirza
- Raj Babbar - dakoita Faiz Ali
- Dina Pathak - Husseini
- Seema Sathyu - mała Amiran
- Shaukat Kaifi- Azmi - Khudam

## Muzyka i piosenki
| Piosenki                   | śpiewa(ją)                                                       | słowa tekstów                     |
| -------------------------- | ---------------------------------------------------------------- | --------------------------------- |
| "Dil Cheez Kya Hai"        | Asha Bhosle                                                      | Akhlaq Mohammed Khan AMK Shahryar |
| "In Aankhon Ki Masti"      | Asha Bhosle                                                      | Akhlaq Mohammed Khan 'Shahryar'   |
| "Jab Bhi Milti Hai"        | Asha Bhosle                                                      | Akhlaq Mohammed Khan 'Shahryar'   |
| "Jhoola Kinne Dala"        | Shahida Khan                                                     | Akhlaq Mohammed Khan 'Shahryar'   |
| "Justuju Jiski Thi"        | Asha Bhosle                                                      | Akhlaq Mohammed Khan 'Shahryar'   |
| "Kahe Ko Byahi Bides"      | Jagjit Kaur                                                      | Akhlaq Mohammed Khan 'Shahryar'   |
| "Raagmala"                 | Mustafa Khan, Runa Prasad, Shahida Khan, Ustad Ghulam Sadiq Khan | Akhlaq Mohammed Khan 'Shahryar'   |
| "Yeh Kya Jagay Hai Doston" | Asha Bhosle                                                      | Akhlaq Mohammed Khan 'Shahryar'   |
| "Zindagi Jab Bhi"          | Talat Aziz                                                       | Akhlaq Mohammed Khan 'Shahryar'   |

## Nagrody i nominacje
- National Film Award dla Najlepszej Aktorki-Rekha
- Nagroda Filmfare dla Najlepszego Reżysera-Muzaffar Ali
- Nagroda Filmfare za Najlepszą Muzykę-Khayyam
- nominacja do Nagroda Filmfare dla Najlepszej Aktorki-Rekha[1]